# Sebastian Eriksson
Sebastian Anders Fredrik Eriksson (Brålanda, 31 januari 1989) is een Zweeds voormalig voetballer die doorgaans speelde als middenvelder. Tussen 2007 en 2023 was hij actief voor IFK Göteborg, Cagliari, opnieuw IFK Göteborg, Panetolikos, opnieuw IFK Göteborg, Genoa en voor een vierde maal IFK Göteborg. Eriksson maakte in 2010 zijn debuut in het Zweeds voetbalelftal en kwam uiteindelijk tot zeven interlandoptredens.

## Clubcarrière
Eriksson speelde in de jeugdopleiding van Åsebro IF, de plaatselijke voetbalclub. In 2007 stapte de middenvelder over naar IFK Göteborg, waar hij een vaste waarde werd op het middenrif van de club. In de zomer van 2011 verhuurde Göteborg Eriksson een jaar aan Cagliari. Vanwege een zware blessure was hij dat seizoen niet in staat om meer dan één competitieduel te spelen. Cagliari nam hem desondanks voor circa anderhalf miljoen euro definitief over. In januari 2015 keerde Eriksson terug naar IFK Göteborg, waar hij tekende tot medio 2018.
De Zweed maakte in de zomer van 2018 de overstap naar Panetolikos, waar hij zijn handtekening zette onder een verbintenis voor de duur van drie seizoenen. Hiervan zat hij maar een halfjaar uit en in januari 2019 gingen club en speler uit elkaar. Hierop keerde Eriksson voor de tweede maal terug bij IFK Göteborg. In januari 2020 haalde Genoa Eriksson terug naar Italië voor vijftigduizend euro. In de daaropvolgende seizoenshelft kwam hij niet in actie en IFK Göteborg zorgde na zeven maanden al voor een terugkeer naar Zweden. In november 2022 werd zijn aflopende contract bij IFK opengebroken en met een jaar verlengd.
Eind 2023 werd bekend dat hij na het kalenderjaar zou vertrekken bij IFK. Eriksson besloot in februari 2024 op vijfendertigjarige leeftijd een punt achter zijn actieve loopbaan te zetten.

## Interlandcarrière
Eriksson debuteerde op 20 januari 2010 in het Zweeds voetbalelftal, toen er met 0–1 werd gewonnen van Oman door een treffer van Anders Svensson. De middenvelder begon in de basis en werd door bondscoach Erik Hamrén net voor de rust gewisseld voor Samuel Holmén. De andere debutanten dat duel waren Daniel Örlund (Rosenborg BK), Erik Lund (IFK Göteborg), Per Karlsson (AIK Solna), Tom Söderberg, Mathias Ranégie (beiden BK Häcken), Tobias Eriksson (Kalmar FF), Guillermo Molins, Daniel Larsson (beiden Malmö FF) en Emir Bajrami (IF Elfsborg).
| Interlands van Sebastian Eriksson voor Zweden | Interlands van Sebastian Eriksson voor Zweden | Interlands van Sebastian Eriksson voor Zweden | Interlands van Sebastian Eriksson voor Zweden | Interlands van Sebastian Eriksson voor Zweden | Interlands van Sebastian Eriksson voor Zweden | Interlands van Sebastian Eriksson voor Zweden |
| №                                             | Datum                                         | Wedstrijd                                     | Uitslag                                       | Competitie                                    | Goals                                         |                                               |
| Als speler bij IFK Göteborg                   | Als speler bij IFK Göteborg                   | Als speler bij IFK Göteborg                   | Als speler bij IFK Göteborg                   | Als speler bij IFK Göteborg                   | Als speler bij IFK Göteborg                   | Als speler bij IFK Göteborg                   |
| --------------------------------------------- | --------------------------------------------- | --------------------------------------------- | --------------------------------------------- | --------------------------------------------- | --------------------------------------------- | --------------------------------------------- |
| 1                                             | 20 januari 2010                               | Oman – Zweden                                 | 0 – 1                                         | Vriendschappelijk                             |                                               |                                               |
| 2                                             | 19 januari 2011                               | Botswana – Zweden                             | 1 – 2                                         | Vriendschappelijk                             |                                               |                                               |
| 3                                             | 22 januari 2011                               | Zuid-Afrika – Zweden                          | 1 – 1                                         | Vriendschappelijk                             |                                               |                                               |
| 4                                             | 8 februari 2011                               | Cyprus – Zweden                               | 0 – 2                                         | Vriendschappelijk                             |                                               |                                               |
| 5                                             | 9 februari 2011                               | Zweden – Oekraïne                             | 1 – 1                                         | Vriendschappelijk                             |                                               |                                               |
| 6                                             | 6 januari 2016                                | Estland – Zweden                              | 1 – 1                                         | Vriendschappelijk                             |                                               |                                               |
| 7                                             | 10 januari 2016                               | Zweden – Finland                              | 3 – 0                                         | Vriendschappelijk                             |                                               |                                               |